# Infância e juventude de Joseph Smith Jr.
A Infância e Juventude de Joseph Smith Jr. abrange o período desde o seu nascimento, em 23 de dezembro de 1805 em Sharon, ao final de 1827, quando este obteve um conjunto de Placas de ouro gravadas com antigas escrituras cristãs, enterrados em uma colina próxima sua casa em Manchester, Nova Iorque e inicia sua tradução para repassá-la aos Santos dos Últimos Dias.
Joseph Smith Jr., foi o fundador e principal líder do Movimento dos Santos dos Últimos Dias, que deu origem ao mormonismo, que inclui denominações como A Igreja de Jesus Cristo dos Santos dos Últimos Dias e a Comunidade de Cristo.
Este período inicial da vida de Joseph Smith Jr. é significativa dentro do Mormonismo, pois representa o momento em que Joseph afirmou ter atuado pela primeira vez como um profeta, quando recebeu a Primeira Visão e obteve as Placas de ouro, a fonte material para o Livro de Mórmon, um sagrado para os Santos dos Últimos Dias. Durante este período, Smith foi influenciado por inúmeras tendências religiosas e culturais no início da história dos Estados Unidos. A nação na época estava passando por uma reação cultural contra a laicidade, chamado de Segundo Grande Despertar. Além disso, a aceitação generalizada dos americanos às religiões até a década de 1830 e o crescente interesse na formação de diferentes comunidades religiosas criaram condições favoráveis para um jovem como Joseph Smith Jr. construir com sucesso uma religião baseada na aparência dos anjos e na tradução milagrosa de antigos registros. Os Santos dos Últimos Dias veêm os eventos no começo da vida de Smith como a manifestação de sua vocação como um profeta e como a base para organização de A Igreja de Jesus Cristo dos Santos dos Últimos Dias.

## Infância
Joseph Smith Jr. nasceu em Sharon, no estado norte-americano de Vermont, sendo o quinto filho de Joseph Smith Sr. e Lucy Mack Smith. Os Smiths eram uma família de agricultores. Após vários movimentos em torno da Nova Inglaterra, que ocasionaram em falhas de colheita, os Smiths migraram para diversas regiões dos Estados Unidos.
Durante o inverno de 1812-1813, quando Joseph tinha oito anos, sua perna foi infectada, causando-lhe osteomielite. Alguns médicos aconselharam a amputação, mas sua família recusou. Após uma operação bem-sucedida para remover partes de seus ossos da perna afetados (sem anestesia ou uísque, comumente utilizado nesta época como tranquilizante), Smith acabou recuperado, mas teve de usar muletas por vários anos.

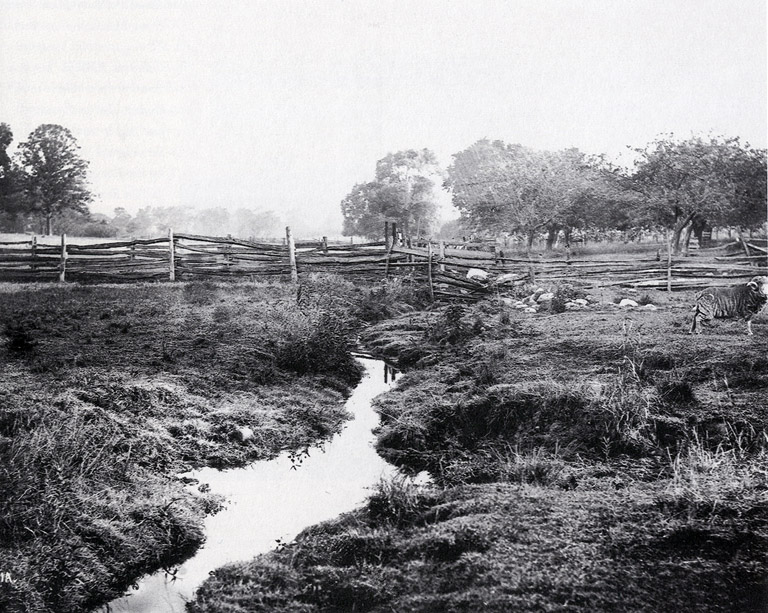
Fazenda da família Smith, em Manchester, estado de Nova Iorque (1907).

Em aproximadamente 1816, após três anos de más colheitas em Norwich, ainda no estado de Vermont, a família Smith tomou a decisão de deixar a cidade. Embora este tenha sido o maior motivo, outras razões para isso são desconhecidas, sendo que também podem estar relacionados a dificuldades financeiras da família. Após meses de intensa procura por boas terras, Joseph Smith Sr., pai de Joseph Smith Jr., encontrou terras com bons preços na região de Palmyra, no estado de Nova Iorque, para onde ele e sua família mudaram-se pouco tempo depois, juntamente com outras famílias de agricultores que viviam na cidade. Na vila de Palmyra, Smith Sr. e seus filhos mais velhos abriram um pequeno comércio. Em 1818, a família obteve uma hipoteca sobre uma fazenda de poucos hectares, nos arredores de Manchester (que fazia parte de Farmington, até 1821).
Em Palmyra, a Família Smith construiu uma casa de madeira, em sua propriedade. Em 1822, sob a supervisão de Alvin Smith, irmão mais velho de Joseph Smith Jr., os Smiths começaram a construir uma casa de madeira maior. Alvin morreu em 19 de novembro de 1823, possivelmente como resultado de uma febre, e a casa que estava sendo construída ficou incompleta por um ano. Em 1825, os Smiths não foram capazes de levantar dinheiro para o pagamento final da sua hipoteca, tendo assim que devolver sua propriedade para os credores. No entanto, a família alugou um imóvel na zona rural da cidade, pertencente a Lemuel Durfee. No final de 1828, a família mudou-se novamente para outra casa, situada na região sul de Palmyra, onde permaneceu até 1830.
Joseph Smith Jr. tinha pouca escolaridade formal; Ele trabalhava na fazenda de seu pai e de agricultores vizinhos, caçava, pescava e vendia refeições e bebidas em eventos públicos de Palmyra. Aprendeu a ler com a ajuda da mãe, que o ensinava a ler a Bíblia desde os oito anos. Era descrito por outros como "notavelmente quieto e taciturno". Teria tido interesse e aptidão em debater as questões morais e políticas em um local da cidade dedicado a esse tipo de causa.

## A formação religiosa
Smith estava presente durante o Segundo Grande Despertar, um momento na história dos Estados Unidos, quando houve um ressurgimento considerável no interesse do Cristianismo, em reação à era mais secular do Iluminismo que o precedeu. Durante o Despertar, o oeste de Nova Iorque sediou o revivalismo que mais tarde ficou conhecido como o "Burned-over" (queima mais), referindo-se aos reavivamentos religiosos do oeste de Nova Iorque.

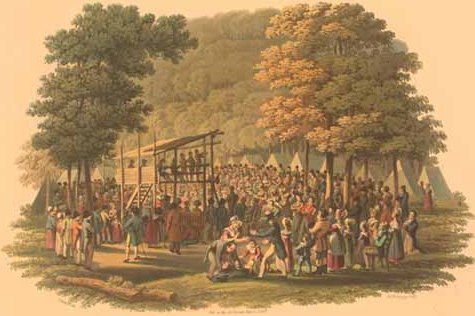
Uma gravura de uma reunião campal metodista em 1819. (Biblioteca do Congresso)

A família Smith e seus antepassados, assim como a maioria das famílias dessa época, tinha pouca filiação com a religião organizada; entretanto, eles não se privaram religiosamente, aceitando conhecer as as profecias praticadas e os vários tipos de religião popular. O avô paterno de Joseph Smith, Asael Smith, um universalista cristão, diz ter acreditado que um de seus descendentes seria um profeta. O avô materno de Smith, Solomon Mack, publicou um livro em 1811, descrevendo uma série de visões celestiais e as vozes que ele diz que levou à sua conversão para a "fé cristã" aos setenta e seis anos.
Os pais de Joseph também diziam ter visões e profecias. Antes do nascimento de Joseph, Lucy Mack, sua mãe, foi a um bosque para orar, após seu marido recusar-se a acompanhá-la a uma igreja. Quando voltou para casa e deitou-se, afirmou que teria tido um sonho em que um de seus filhos, mais tarde, iria aceitar o "Imaculado Filho de Deus". Joseph Smith Sênior também relatou sua própria série de sete visões entre 1811 e 1819, de acordo com Lucy Mack, dos quais ela descreve cinco em seu livro, publicado em 1853.
Como a maioria das famílias norte-americanas da época, a família Smith também praticava várias formas de religião e folclore. Segundo um historiador de Vermont, Joseph Smith Sr. teria sido um membro de um grupo conhecido como o "New Israelites" (Novo Israel). No entanto, a evidência para apoiar esta alegação é muito carente.
Assim, Joseph Smith Jr. foi educado em uma família que acreditava em profecias e visões e foi aberto a novas idéias religiosas. Ele também foi exposto ao revivalismo intenso de sua época. Durante o Segundo Grande Despertar, numerosos revivais ocorreram em muitas comunidades da parte norte dos Estados Unidos, e freqüentemente eram relatadas no Palmyra Register, um jornal local. Na região de Palmyra, os únicos grandes multi-denominacional avivamentos foram nos anos de 1816 e 1817 e novamente em 1824 e 1825. Nos anos seguintes, entretanto, havia avivamentos nas proximidades, em menor escala e intensidade.
Joseph Smith Jr. tinha interesse na denominação Metodista. Oliver Cowdery escreveu mais tarde que Smith foi fortemente influenciado pelos ensinamentos de George Lane, presidente de uma classe Metodista e administrador dos avivamentos de Palmyra nos anos de 1824 e 1825. Não se sabe se ele participou ou não de uma conferência metodista em 1819, na cidade vizinha de Phelps, mas afirma-se que Smith tenha conversado com líderes metodistas durante alguns dos encontros locais da denominação.

## Primeira visão

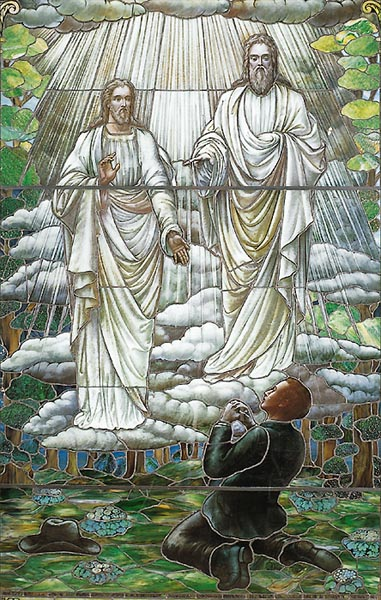
A Primeira Visão - Deus o Pai e Jesus Cristo aparecem ao menino Joseph Smith Jr. na primavera de 1820.

Como seu pai, Joseph Smith Jr. teria tido o seu próprio conjunto de visões, a primeira das quais ocorreu no início de 1820, quando Smith afirmou ter recebido uma visão, chamada pelos Santos dos Últimos Dias de Primeira Visão. A descrição deste evento não foi publicada até 1832.
Segundo o irmão de Joseph, William Smith, a Primeira Visão foi motivada em parte por um ministro que se refere à epístola de Tiago 1:5, na Bíblia, que diz: "Se algum de vós tem falta de sabedoria, peça-a a Deus, que a todos dá liberalmente e não censura, e ela lhe será dado". William Smith sugeriu que Joseph "pedisse sabedoria a Deus". Em seus escritos, datados de 1884, William também sugeriu que grande parte do "entusiasmo religioso" da época foi causado por George Lane, um "grande pregador do avivamento". Não se registra a visita de George Lane à Palmyra até 1824, embora ele tenha visitado Phelps, próximo ao vilarejo, em 1819. Especula-se que Joseph e sua família estavam presentes neste evento, atuando como vendedores de refeições e bebidas, como faziam em outros eventos nos arredores de Palmyra.
Em 1838, Smith descreveu a Primeira Visão e publicou-a no livro da história oficial da igreja. Descreveu a Primeira Visão como a aparência de dois personagens divinos algures durante a primavera de 1820:
| “ | "Vi um pilar de luz acima de minha cabeça, acima do brilho do sol, que descia gradualmente até que ele caiu em cima de mim ... Quando a luz pousou sobre mim, vi dois Personagens cujo esplendor e glória desafiam qualquer descrição, pairando acima de mim no ar. Um deles falou-me, chamando-me pelo nome e disse, apontando para o outro, 'Este é o meu Filho Amado. Ouve-! | ” |

Joseph Smith Jr. afirmou à sua mãe, Lucy Mack, que tinha "aprendido por si mesmo que o metodismo não era verdade", No entanto, a menção desta conversa é omitida no contexto do livro de Lucy Mack, quando esta conta a sua versão da história de seu filho. Joseph nunca afirmou ou descreveu os detalhes de sua visão para a família na época. Ele afirmou ter conversado com um dos pregadores metodistas, muito ativo na comunidade religiosa. Muitos especulam que este seja George Lane, mas não há registro da presença do religioso em Palmyra em 1820.

## Caçador de tesouros e casamento

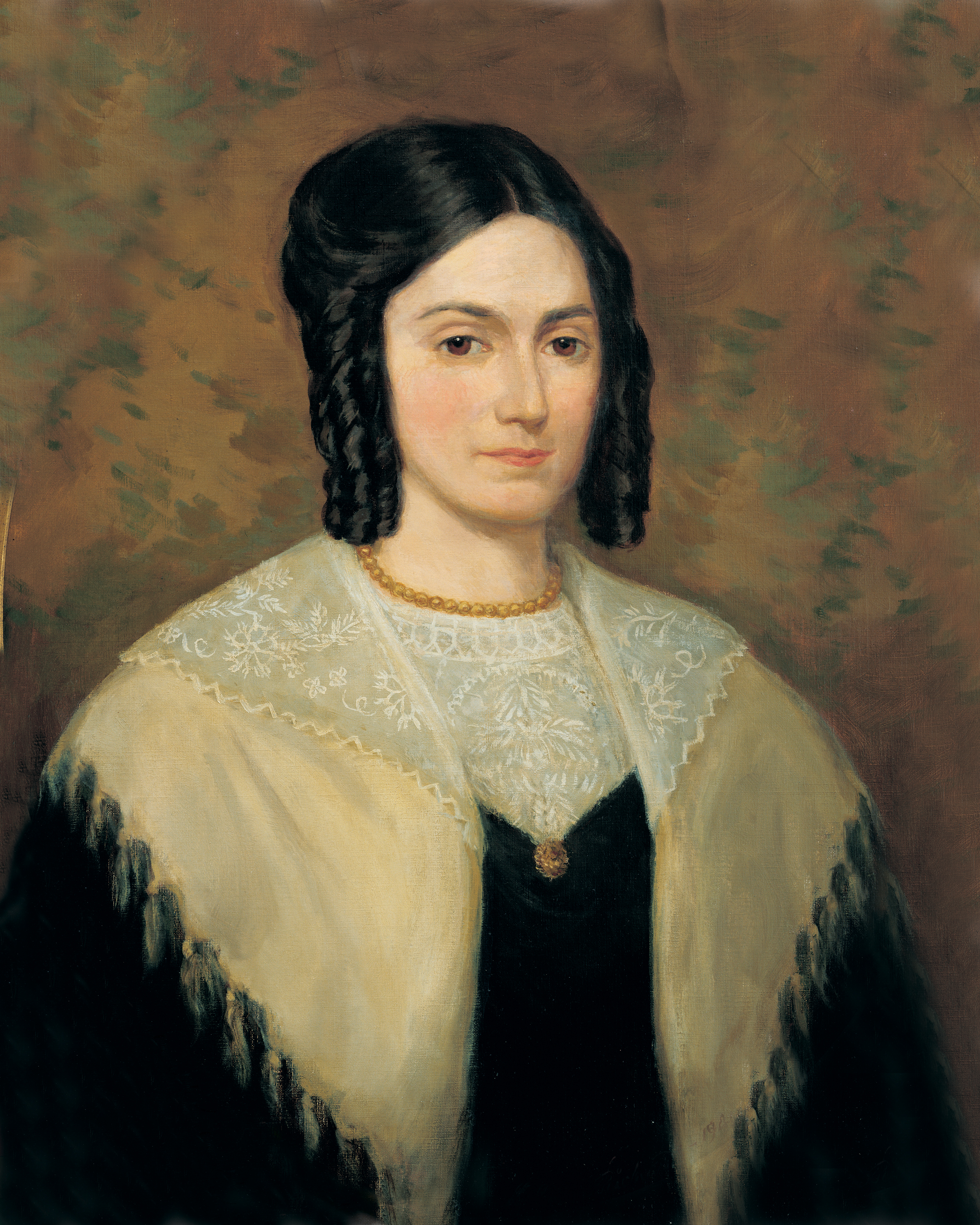
Emma Smith casou-se com Joseph em 18 de janeiro de 1827, em Bainbridge.

Pouco tempo antes de Smith ter tido sua Primeira Visão, entre 1819 e 1822, enquanto os homens mais velhos da família Smith estavam cavando um poço artesiano para Clark Chase - um vizinho que viviam em Palmyra - estes encontraram uma pedra incomum, situada a vinte metros de profundidade. Esta pedra foi descrita como branca, em uma forma de pé de uma criança; ou cor de chocolate, um pouco em forma de ovo. Smith tomou esta pedra. Alguns estudiosos concluíram que essas duas contas se referem a duas pedras distintas encontradas em 1819-1820 e 1822. No entanto, tem pouco apoio entre seus seguidores atuais.
Em 1825, Joseph Smith Jr. foi contratado por um homem chamado Josiah Stowell, natural de Bainbridge, que estava a procura de uma mina espanhola desconhecida perto de Harmony Township, no Condado de Susquehanna, na Pensilvânia. Ele viajou para Manchester. Josiah Stowell, então chefe de Smith, trabalhava com William Hale, também natural de Harmony Township, que procurava uma mina de ouro supostamente escondida em um morro em Harmony Township.
Smith assumiu o cargo de auxiliar de Josiah Stowell e William Hale, juntamente com seu pai. Ambos exerceram esta função por aproximadamente um mês, tentando, de acordo com seu contrato, localizar a mina de ouro ou prata. Tempos depois, Smith embarcou com Isaac Hale - irmão de William Hale - e conheceu Emma Hale, filha de Isaac Hale. Emma era uma professora de crianças, com quem Smith viria a casar-se em 1827. Isaac Hale, no entanto, desaprovou a relação de Smith e Emma. De acordo com notas da época, Smith ainda tentou localizar a mina de ouro, sem sucesso. O projeto foi dissolvido em 17 de novembro de 1825. Apesar do fracasso do projeto, Smith continuou a trabalhar para Stowell até 1826, tratando de outros assuntos.
Em novembro de 1826, Josiah Stowell encerrou oficialmente as atividades em busca do tesouro enterrado. Assim, Joseph Smith viajou para Colesville, no estado de Nova Iorque, onde permaneceu por alguns meses trabalhando para Joseph Knight Sênior, um amigo de Josiah Stowell. Há relatos de que Smith tenha dirigido escavações em busca de ouro na propriedade de Sênior e em outras localidades ao redor de Colesville. Sobre o trabalho de Smith como um caçador de tesouros, sua mãe comentou:
| “ | Não foi Joseph Smith um cavador de dinheiro? Sim, mas nunca foi uma tarefa muito rentável para ele, pois ele só recebia quatorze dólares por mês. | ” |

Joseph Smith e Emma Hale fugiram para Bainbridge, em 18 de janeiro de 1827, onde casaram-se. Eles passaram a viver com os pais de Joseph, em Manchester.

## Moroni e as placas de ouro
Enquanto Jospeh Smith Jr. estava trabalhando como um caçador de tesouros, ele também frequentemente esteve ocupado com assuntos religiosos: a aquisição de um conjunto de placas de ouro, que ele alegou estarem depositadas junto a outros artefatos, em uma colina proeminente perto de sua casa. De acordo com os relatos de Smith, datados de 1838, ele afirmou que um anjo chamado Morôni o visitou na noite de 21 de setembro de 1823. Em relação à visita, Smith ditou o seguinte:
| “ | Ele me chamou pelo nome, e disse-me que era um mensageiro enviado da presença de Deus para mim, e que seu nome era Moroni, que Deus tinha um trabalho para eu fazer, e que meu nome seria considerado bom e mau entre todas as nações, tribos e línguas, ou que deveria ser bom e mal falado entre todos os povos. Ele disse que havia um livro escondido, escrito em placas de ouro, dando conta dos antigos habitantes deste continente, e a fonte de onde emanaram. Ele também disse que a plenitude do eterno Evangelho estava nela contida, como entregue pelo Salvador aos antigos habitantes. Também disse que havia duas pedras em arcos-e prata, presas a um peitoral, constituindo o que é chamado de Urim e Tumim. | ” |

## Mudança para Harmony Township
A intenção de Joseph Smith era manter a caixa supostamente contendo as placas de ouro a salvo de seus vizinhos em Palmyra enquanto ele ditava uma tradução dos conteúdos de renome do livro, que ele publicaria então. Para fazer isso, no entanto, ele precisava de um investimento em dinheiro e, na época, não dispunha de recursos financeiros.<ref>Smith, Lucy Mack (1853), Biographical Sketches of Joseph Smith the Prophet, and His Progenitors for Many Generations, Liverpool: S.W. Richards, ISBN 978-1-4254-8383-8.<ref> Portanto, Smith enviou sua mãe para a casa de Martin Harris, um proprietário de terras local disse na época que valeria cerca de US $ 8.000 a US $ 10.000.
Harris aparentemente era um confidente íntimo da família Smith desde pelo menos 1826, e ele pode ter ouvido falar das tentativas de Smith de obter as placas do anjo ainda antes do pai de Smith. Ele também acreditava nos poderes de Smith com sua pedra vidente. Quando Lucy Mack Smith visitou Harris, ele tinha ouvido falar do relatório de Smith onde o mesmo relatava que havia encontrado placas de ouro através da videira em Palmyra, e estava interessado em descobrir mais. Assim, a pedido de Lucy Smith, Harris foi para a casa dos Smith, ouviu a história de Smith e ergueu uma caixa de vidro que Smith disse conter as placas. Smith convenceu Harris que ele tinha as placas, e que o anjo lhe disse para "sair da companhia dos cavadores de dinheiro". Convencido, Harris imediatamente deu a Smith US$ 50 e se comprometeu a patrocinar a tradução das placas.
O dinheiro fornecido por Harris era suficiente para pagar todas as dívidas de Smith em Palmyra, e para ele viajar com Emma e todos os seus pertences para Harmony Township, no Condado de Susquehanna, estado da Pensilvânia, onde eles seriam capazes de evitar a comoção pública em Palmyra. Assim, no início de outubro de 1827, eles se mudaram para Harmony Township, com a caixa de vidro supostamente segurando as placas escondidas durante a viagem em um barril de grãos.